# Djibasso
Djibasso ist sowohl eine Gemeinde (französisch commune urbaine) als auch ein dasselbe Gebiet umfassendes Departement in Burkina Faso, in der Region Boucle du Mouhoun und der Provinz Kossi. Die Gemeinde hat in 53 Dörfern und sechs Sektoren des Hauptortes 49.703 Einwohner, in der Mehrzahl Bwaba.
Djibasso ist Handelszentrum im Grenzgebiet zu Mali.